# Drymusa philomatica
Drymusa philomatica is een spinnensoort uit de familie Drymusidae. De soort komt voor in Brazilië.